# Lac Rouyn
Pour les articles homonymes, voir Rouyn et Rouyn-Noranda.
Le lac Rouyn est un plan d'eau douce situé sur le territoire de la ville de Rouyn-Noranda, dans la région administrative d'Abitibi-Témiscamingue, au Québec, Canada.

## Géographie
Le lac Rouyn se trouve à l’est de Rouyn-Noranda. Il se déverse dans le lac Routhier par un cours d'eau que l’on nommait dans les années 1920 le ruisseau Rouyn. Par la suite, il prendra le nom de ruisseau Dallaire. Le lac Routhier est un élargissement de la rivière Kinojévis. Il constituait une voie navigable et un axe de communication important qui servait à relier le Témiscamingue à l’Abitibi.
Les eaux du lac Rouyn sont tributaires du bassin hydrographique de la rivière Kinojévis, un sous-bassin de la rivière des Outaouais qui se déverse ultimement dans le fleuve Saint-Laurent. Il est une des entités du bassin versant du Témiscamingue.
Comme la plupart des lacs de la région, le fond du lac Rouyn est argileux. Le lac est à un stade avancé d'eutrophisation.

## Histoire
L’importance historique du lac Rouyn vient principalement du fait du portage qui le reliait au lac Osisko et à Rouyn. Il y a peu d'informations écrites concernant la présence des Anicinabek dans le secteur du lac Rouyn.
Un ancien site de débarquement de marchandises, le village disparu de Mercier, approvisionnait le Magasin général Dumulon situé à Rouyn dans les années 1920. Bien que le lac Osisko se déverse dans le lac Rouyn par le ruisseau Osisko, ce dernier n’était pas praticable pour les grandes embarcations.
Sur ses berges, on y retrouve officiellement depuis 2021, les Sentiers du Lac Rouyn avec quelque 32 km des sentiers de raquettes et de randonnée,.
Un rampe de mise à l'eau a été installée en 2021 sur sa rive Nord afin de permettre l'accès au lac avec des embarcations,.

## Toponymie
Le toponyme Lac Rouyn apparaît pour la première fois sur une carte de 1924. Ce nom a été attribué en fonction du canton dans lequel le lac est situé, le canton de Rouyn, attribué en 1907 et proclamé en 1916. Le nom Rouyn honore la mémoire du capitaine Jean-Baptiste de Rouyn du régiment Royal-Roussillon. S'illustrant lors de la bataille de Sainte-Foy en 1760, il reçoit la croix de Saint-Louis, mais gravement blessé durant cette bataille, il retourne en France et y meurt. La Commission de toponymie du Québec a officialisé ce toponyme en 1968.